# HD 179821

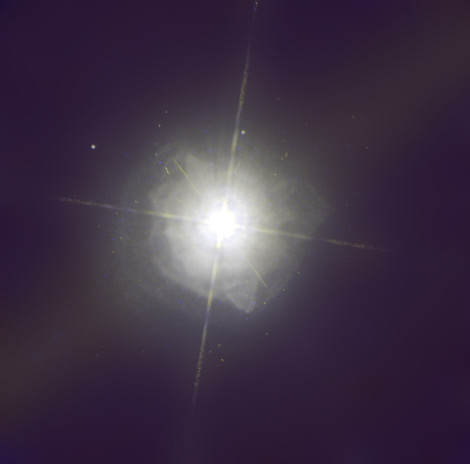
HD 179821

HD 179821, también conocida cómo V1427 Aql, es una estrella de la constelación del Águila. Es demasiado débil para ser observada a simple vista y necesita de al menos unos binoculares para ser observada. Su tipo espectral es G5, tiene unos 400-450 Radios solares y está envuelta por una capa de materiales expulsados que ha sido estudiada con ayuda del telescopio espacial Hubble.
Si bien para algunos autores es una estrella hipergigante de características físicas similares a Rho Cassiopeiae, que de hecho algunos autores consideran una presupernova y que estaría entre 5 y 6 kiloparsecs del Sol, para otros es una estrella de masa intermedia que ha dejado atrás la fase de Rama Asintótica Gigante (AGB) y que está evolucionando hacia la fase de nebulosa planetaria, considerándose un candidato a nebulosa protoplanetaria y hallándose a una distancia de 1 kiloparsec; ésta controversia en sus características físicas se debe a que muestra características de ambos tipos de objetos y a que no se conoce su distancia exacta. 
De manera similar a IRC+10420, la estrella en realidad parece ser más caliente de lo que aparenta.